# Papa-mel-de-belford
Papa-mel-de-belford ou papa-mel-de-olho-azul (Melidectes belfordi) é uma espécie de ave da família Meliphagidae.
Pode ser encontrada nos seguintes países: Indonésia (Nova Guiné Ocidental) e Papua-Nova Guiné.
Os seus habitats naturais são: regiões subtropicais ou tropicais húmidas de alta altitude.